# Caroline Vigneaux
Caroline Vigneaux (Nantes, 27 gennaio 1975) è una comica e attrice francese.

## Biografia
Nel 2008 si iscrive alla scuola di teatro Cours Florent. L'anno seguente, Vigneaux debutta nel one man show Il était une fée, al Festival d'Avignone e al Théâtre des Blancs Manteaux a Parigi. Lo spettacolo racconta la storia di una fata "pazza" che si impossessa del corpo di Caroline Vigneaux. Nel 2010 è stata in tournée per il suo secondo spettacolo, Caroline Vigneaux quitte la robe, al Festival d'Avignone. Nel 2011, Stéphane Bern l'ha assunta come editorialista nel suo programma À la bonne heure su RTL. Vigneaux ha partecipato alla quarta edizione del festival internazionale della commedia Marrakech du rire. Ha inoltre partecipato all'apertura del Montreux Comedy Festival, in compagnia di Jérémy Ferrari e al festival Maxi-Rires di Champéry per presentare lo spettacolo: Caroline Vigneaux quitte la robe.

## Spettacoli
- Il était une fée (2009 - 2010)
- Caroline Vigneaux quitte la robe (2011 - 2017)
- Caroline Vigneaux croque la pomme (2018 - 2019)

## Filmografia
- C'est la crise - serie TV (2013)
- Lazy Company - serie TV (2013 - 2014)
- L'esprit de famille, regia di Frédéric Berthe - serie TV (2014)
- On voulait tout casser, regia di Philippe Guillard (2015)
- Una famiglia senza freni (À fond), regia di Nicolas Benamou (2016)
- La Loi de..., regia di Arnaud Sélignac - serie TV (2019)
- Flashback, regia di Caroline Vigneaux (2021)

## Radio
- À la bonne heure (RTL, 2011)
- Samedi Roumanoff (Europe 1, 2014)
- Les Pieds dans le plat (Europe 1, 2014)